# Шилингсфюрст
Шилингсфюрст (на немски: Schillingsfürst) е град в окръг Ансбах, регион Средна Франкония в Бавария, Германия, с 2777 жители (към 31 декември 2015).
Споменат е за пръв път като „Xillingesfirst“ в документ от 1 май 1000 г. на император Ото III за епископ Хайнрих фон Вюрцбург.